# Diana Norman
Diana Norman (Londra, 25 agosto 1933 – Datchworth, 27 gennaio 2011) è stata una scrittrice britannica di romanzi e gialli storici.

## Biografia
Nata Mary Diana Narracott il 25 agosto 1933 a Londra, durante la seconda guerra mondiale è costretta a trasferirsi a Devon con la famiglia
Tornata diciassettenne a Londra, inizia a lavorare come giornalista per un quotidiano locale e diviene una delle più giovani reporter di Fleet Street.
Sposatasi nel 1957 con il critico cinematografico Barry Norman, esordisce nel 1980 con Fitzempress' Law, un romanzo storico che Frank Delaney della BBC Radio definisce "uno dei migliori esempi dell'anno nella categoria".
Nel 2006, sotto lo pseudonimo di Ariana Franklin, inizia a pubblicare dei gialli storici ed ottiene con il secondo mistery, La signora dell'arte della morte, l'Ellis Peters Historical Award nel 2007 e il Premio Macavity per il miglior romanzo storico l'anno successivo.
Muore all'età di 77 anni il 27 gennaio 2011 a Datchworth.

## Opere principali

### Romanzi storici firmati Diana Norman
- Fitzempress' Law (1980)
- King of the Last Days (1981)
- The Morning Gift (1985)
- Daughter of Lîr (1988)
- Pirate Queen (1991)
- The Vizard Mask (1994)
- Shores of Darkness (1996)
- Blood Royal (1998)
- A Catch of Consequence (2002)
- Taking Liberties (2003)
- The Sparks Fly Upward (2006)

### Gialli storici firmati Ariana Franklin
- City of Shadows (2006)
- La signora dell'arte della morte (Mistress of the Art of Death), Casale Monferrato, Piemme, 2007 traduzione di Maria Clara Pasetti ISBN 978-88-384-8699-9.
- La rosa e il serpente (The Death Maze), Casale Monferrato, Piemme, 2008 traduzione di Maria Clara Pasetti ISBN 978-88-384-8700-2.
- Le reliquie dei morti (Grave Goods, 2009), Milano, Piemme, 2010 traduzione di Maria Clara Pasetti ISBN 978-88-566-0998-1.
- L'eretica (The Assassin's Prayer, 2010), Casale Monferrato, Piemme, 2011 traduzione di Maria Clara Pasetti ISBN 978-88-566-2186-0.
- The Siege Winter (2014)

## Premi e riconoscimenti
- Ellis Peters Historical Award: 2007 per La signora dell'arte della morte
- Premio Macavity per il miglior romanzo storico: 2008 per La signora dell'arte della morte
- Dagger in the Library: 2010[7]